# Autobianchi Stellina
Pour l’article homonyme, voir Stellina.
L'Autobianchi Stellina est une automobile de type spyder fabriquée par le constructeur italien Autobianchi entre 1963 et 1965.

## Historique
Autobianchi était un tout jeune constructeur sous l'égide de Fiat et à l'époque, l'Italie se trouvait en plein miracle et développement économique. La Stellina fut la première automobile de série construite en fibres de verre. La volonté des techniciens était d'obtenir une carrosserie protégée contre la rouille, de poids réduit et facile à fabriquer.
La voiture sera un échec commercial bien que le concept et la fiabilité donnèrent entière satisfaction et malgré les efforts de publicité réels. Elle ne fut construite qu'en 502 exemplaires. Il semblerait que neuf exemplaires de cette voiture aient été importées en France dont quelques-uns existent toujours. Au 16/10/2010, 10 Stellina sont recensées en France

## Caractéristiques techniques
- Période de fabrication : Salon de Turin 1963 - début d'année 1965.
- Production : 343 exemplaires phase 1, 159 ex phase 2. Total : 502 exemplaires.
- Moteur : arrière, 4 cylindres en ligne à refroidissement par eau, identique à celui de la Fiat 600D.
- Cylindrée, puissance : 767 cm3, 29 ch ; 792 cm³, 31,5 ch.
- Transmission : propulsion, embrayage mono-disque à sec, boîte 4 vitesses partiellement synchronisées.
- Suspensions AV : à roues indépendantes.
- Suspensions AR : à roues indépendantes.
- Direction : à vis.
- Freins : à tambours à l’avant et à l’arrière.
- Poids à vide : 660 kg.
- Vitesse maxi : 115 et 125 km/h.
- Carrosserie : en fibres de verre.